# Без догмата
Без до́гмата — роман польского писателя Генрика Сенкевича, написанный в 1891 году. После выхода этого романа популярность Сенкевича достигла своего пика. О романе в положительном тоне высказался Владислав Каренин в журнале «Вестник Европы», высоко оценили этот роман А. Волынский в ежемесячнике «Киевская старина», Александр Иванович Куприн, Антон Чехов и Лев Толстой.

## Сюжет
Герой романа Леон происходит из богатой дворянской семьи. Умный, талантливый и хорошо образованный, он не может найти своё место в жизни и отправляется в путешествие по Европе. В своем дневнике Леон постоянно изучает и описывает человеческое поведение.